# Ė̄
Ė̄ (długie ė, żmudzki: Ė ėlguojė) – litera alfabetu łacińskiego. Występuje tylko w języku żmudzkim, uznawanym za dialekt języka litewskiego. Znak diakrytyczny powstały od litery E wykorzystujący makron oraz kropkę będący wydłużonym odpowiednikiem litery ė (e z kropką).
Litera nie występuje w Unicode i trzeba ją zapisywać jako połączenie Ė ė oraz znaku unicode U+0304, combining macron. Bywa też mylnie zapisywana jako Ė̅ ė̅, ze znakiem U+0305, combining overline, zamiast makronu.